# Sindérese
Na filosofia moral escolástica, sindérese ( [ˌsɪndəˈriːsəs] ) ou sinterese é o conhecimento habitual dos princípios práticos universais da ação moral. O processo de raciocínio no campo da ciência especulativa pressupõe certos axiomas fundamentais nos quais se baseia toda a ciência. Tais são o princípio da contradição, “uma coisa não pode ser e não ser ao mesmo tempo”, e verdades evidentes como “o todo é maior que a sua parte”. Estes são os primeiros princípios do intelecto especulativo. No campo da conduta moral existem primeiros princípios de ação semelhantes, tais como: “o mal deve ser evitado, o bem feito”; “Não faça aos outros o que você não gostaria que fizessem a si mesmo”; “Os pais devem ser honrados”; “Devemos viver com moderação e agir com justiça”. Tais como estas são verdades evidentes no campo da conduta moral que qualquer pessoa sã admitirá se as compreender. Segundo os escolásticos, a prontidão com que tais verdades morais são apreendidas pelo intelecto prático se deve ao hábito natural impresso na faculdade cognitiva que eles chamam de sindérese. Enquanto a consciência é um ditame da razão prática que decide se qualquer ação particular é certa ou errada, a sindérese é um ditame da mesma razão prática que tem por objeto os primeiros princípios gerais da ação moral. 

## História
A noção de sindérese tem uma longa tradição, incluindo o Comentário sobre Ezequiel de São Jerônimo (347-419 d.C.), onde a syntéresin (συντήρησιν) é mencionada entre as potências da alma e é descrita como a centelha da consciência ( scintilla conscientiae ),  e a interpretação do texto de Jerônimo dada, no século XIII, por Alberto Magno e Tomás de Aquino à luz da psicologia e da ética aristotélicas. Uma interpretação alternativa da sindérese foi proposta por Boaventura, que a considerou como a inclinação natural da vontade para o bem moral.
A palavra synderesis é considerada pela maioria dos estudiosos como uma corruptela da palavra grega para conhecimento ou consciência compartilhada, syneidêsis ( συνείδησις ), a corrupção que aparece nos manuscritos medievais do Comentário de Jerônimo. 
O termo também é utilizado em estudos psiquiátricos, com particular referência à psicopatia. 